# Maria de Dominici
Schwester Maria de Dominici (* 6. Dezember 1645 in Vittoriosa, Malta; † 18. März 1703 in Rom, Kirchenstaat) war eine maltesische Malerin, Bildhauerin und Karmelitinnen-Terziarin. Sie stammte aus einer Künstlerfamilie in der Stadt Birgu (Vittoriosa) und war die Tochter eines Goldschmieds und Schatzmeisters des Malteserordens. Zwei ihrer Brüder, Raimondo de Dominici und Francesco de Dominici, waren ebenfalls Maler. Raimondos Sohn Bernardo schrieb ein Buch über die zeitgenössische Kunstgeschichte, in dem Maria erwähnt wird und das die wesentliche Quelle zu ihr ist. Zwei weitere Werke behandeln sie: Malta Illustrata von Giovanni Antonio Ciantar aus dem Jahr 1772, und Squarci di Storia („Einblicke in die Geschichte“) von Giuseppe Maria de Piro aus dem Jahr 1839.

## Leben
Maria de Dominici wurde als zweites von acht Kindern von Onofrio de Dominici (ca. 1622–1698) und Giovanella Protopsalti († 1714) geboren.
Die Malta Illustrata (1772) von Ciantar zeichnet das Bild einer Person, die schon in jungen Jahren wusste, was sie mit ihrem Leben anfangen wollte:
„Maria zeigte eine Abneigung dagegen, ihre Energien auf weibliche Aufgaben zu verwenden, und wurde deshalb oft von ihren Eltern getadelt [...] Sie tat nichts anderes, als nach Lust und Laune Figuren und andere Dinge zu zeichnen. Endlich sahen ihre Eltern ihre Neigung zur Malerei und besorgten ihr einen Kunstmeister, der sie im Zeichnen unterrichtete.“
Als Tertiarin des Karmeliterinnen-Ordens (pinzochera) konnte sie außerhalb der Klostermauern leben und war umgekehrt nicht an familiäre Bindungen gebunden. Nach der Überlieferung in der Schrift ihres Neffen lernte De Dominici bei dem Maler und Bildhauer Mattia Preti, der zu dieser Zeit die Innenausstattung der St. John’s Co-Cathedral in Valletta malte und gestaltete. Behauptet wird, dass sie Preti bei seinen Arbeiten an einer Bildfolge assistierte, die das Leben und das Martyrium von Johannes dem Täufer (1661–1666) darstellen und die Gewölbe der Kathedrale schmücken. Man kann annehmen, dass sie zur Werkstatt von Preti gehörte und sechs Gemälde und eine Skulptur in verschiedenen maltesischen Kirchen werden ihr zugeordnet. Die de Dominicis auf Malta zugeordneten Werke sind schwer zugänglich, am besten erreicht man noch die Heimsuchung in der Sakristei der Pfarrkirche von Żebbuġ und das Bild „Der heilige Franziskus und Christus empfangen die heilige Maria Magdalena von Pazzi“  in der Karmelitenkirche von Valletta. Außerdem fertigte de Dominici eine Reihe von tragbaren Kultfiguren an, die bei den örtlichen religiösen Festen und Straßenprozessionen verwendet wurden.
Aufgrund einer Ermutigung durch Preti und mit einem Empfehlungsschreiben des Großmeisters des Malteserordens an den in Rom weilenden Botschafter Marcello Sacchetti zog de Domnici nicht vor 1670–75 (belegt ab 1682) nach Rom, wo sie bis zu ihrem Tode als Bildhauerin und Malerin lebte und arbeitete. Den Angaben ihres Neffen zufolge kam sie dort in Kontakt mit Carlo Maratta. Sie erhielt dank des Empfehlungsschreiben des Großmeisters Aufträge und lebte unter dem Schutz Sacchettis mit einer Begleiterin in einem eigenen Atelier in der Nähe von San Giovanni dei Fiorentini.
Ebenfalls nach Aussage von Bernardo De Dominici kam sie auch mit Gian Lorenzo Bernini zusammen, was wegen des Todes von Bernini 1680 als unwahrscheinlich gilt. Wahrscheinlicher kam sie zum Studium von Berninis Werken nach Rom. Die von ihr geschaffene, aber verschollene plastische Gruppe für die Kirche der Teresianer, wird von Bernardo De Dominici als „Heilige Theresia, deren Herz von einem schönen Engel oder der göttlichen Liebe mit einem Pfeil durchbohrt wird“ beschrieben, was auf eine Nachahmung von Berninis Verzückung der heiligen Theresa schließen lässt.
De Dominici starb 1703 in Rom. Nur siebzehn Tage vor ihrem Tod erstellte sie am 1. März 1703 ein überliefertes Testament, in dem sie mehrere Porträts der Familie Sachetti sowie Gips-, Ton- und Wachsmodelle und Gussformen für Bronzen sowie eine Sammlung eigener und fremder Zeichnungen (vor allem von Preti) ihrem Bruder hinterließ.

## Nachleben
De Dominici ist in Santa Maria in Traspontina beerdigt.
Nach dem zweiten Merkur-Vorbeiflug der NASA-Raumsonde MESSENGER 2010 wurde einer der neu entdeckten Krater nach Dominici benannt.